# The Reason (album de Beanie Sigel)
Pour les articles homonymes, voir The Reason.
Albums de Beanie Sigel
The Truth
(2000) The B. Coming
(2005)
Singles
1. Beanie (Mack Bitch)
Sortie : 2001
2. Think It's a Game
Sortie : 2001

The Reason est le deuxième album studio de Beanie Sigel, sorti le 26 juin 2001.
L'album s'est classé 2e au Top R&B/Hip-Hop Albums et 5e au Billboard 200.

## Liste des titres
| No  | Titre                                                                                                 | Contient un (des) sample(s) de                                                               | Durée |
| --- | --- | -------------------------------------------------------------------------------------------- | ----- |
| 1.  | Nothing Like It (Produit par Kanye West)                                                              | Ain't Nothing Like the Real Thing des Dynamic Superiors                                      | 3:22  |
| 2.  | Beanie (Mack Bitch) (Produit par Just Blaze)                                                          | Murder Was the Case (Death After Visualizing Eternity) de Snoop Dogg featuring Daz Dillinger | 4:13  |
| 3.  | So What You Saying (featuring Memphis Bleek – Produit par Just Blaze)                                 | If It Don't Turn You on (You Oughta Leave It Alone) de B.T. Express Fairplay de Soul II Soul | 5:06  |
| 4.  | Get Down (Produit par Just Blaze)                                                                     | Lost Man (Main Title) de Quincy Jones Bumpin' Bus Stop de Thunder and Lightning              | 4:58  |
| 5.  | I Don't Do Much (Produit par Rick Rock)                                                               |                                                                                              | 4:40  |
| 6.  | For My Niggas (featuring Daz Dillinger – Produit par Rick Rock)                                       |                                                                                              | 4:13  |
| 7.  | Watch Your Bitches (Produit par 88-Keys)                                                              |                                                                                              | 3:46  |
| 8.  | Think It's a Game (featuring Freeway, Jay-Z et Young Chris – Produit par Bernard « Big Demi » Parker) |                                                                                              | 5:33  |
| 9.  | Man's World (Produit par No I.D.)                                                                     | It's a Man's Man's Man's World de James Brown                                                | 3:50  |
| 10. | Gangsta, Gangsta (featuring Kurupt – Produit par Kanye West)                                          | Human Beat Box des Fat Boys                                                                  | 3:41  |
| 11. | Tales of a Hustler (featuring Omillio Sparks – Produit par Sha-Self)                                  |                                                                                              | 3:55  |
| 12. | Mom Praying (featuring Scarface – Produit par Just Blaze)                                             | It Ain't Rainin' (On Nobody's House but Mine) des Dramatics                                  | 4:40  |
| 13. | Still Got Love for You (featuring Jay-Z et Rell – Produit par Just Blaze)                             | Ike's Mood I d'Isaac Hayes                                                                   | 4:21  |
| 14. | What Your Life Like 2 (Produit par Just Blaze)                                                        | Quasimodo's Marriage d'Alec R. Costandinos and The Syncophonic Orchestra                     | 4:23  |